# 欧阳洁
欧阳洁（1962年11月—2007年1月20日）女，湖南长沙市人，中华人民共和国经济管理学家。

## 生平
1986年，自北京经济学院（后更名为“首都经济贸易大学”）数量经济学专业研究生毕业，获得经济学硕士学位。1986年至1996年，在国防科技大学系统工程系历任讲师（1989年评）、副教授（1994年评）。1996年至2001年，在广东工业大学经济管理学院历任副教授、教授（1999年评）。2002年起，任中山大学管理学院教授。其间兼任中山大学管理学院企业管理专业“决策管理”专业硕士生导师。
中山大学管理学院欧阳洁教授、任荣伟副教授指导的中山大学管理学院“暴风雪”队曾获第24届国际企业管理挑战赛（GMC）世界冠军。2006年，在第26届国际企业管理挑战赛（GMC）举办之际，欧阳洁、任荣伟撰写的《决策管理——理论、方法、技巧与应用》、《国际企业管理挑战赛赛前必读》、《市场预测与决策分析方法》三本著作被GMC国际组委会认定推荐为GMC全球赛区指定培训教程，其英文版将由出版商Pearson Education出版。
2007年1月20日，欧阳洁在广州华南师范大学教师新村家中自杀坠楼身亡。